# Centralværkstedet København
Die Centralværkstedet København (deutsch Zentralwerkstatt Kopenhagen - Cvk Kh) in der dänischen Hauptstadt Kopenhagen wurde 1847 gegründet. Im Ausbesserungswerk werden Lokomotiven und Wagen ausgebessert und modernisiert. Heutiger Betreiber ist DSB Vedligehold.

## Geschichte
Die erste Werkstatt war organisatorisch der Maschinenabteilung der Det Sjællandske Jernbaneselskab unterstellt. 1880 wurde diese Gesellschaft vom Staat übernommen und 1885 die Danske Statsbaner (DSB) gegründet.
Die heutige Werkstatt am Otto Busses Vej wurde 1909 in Betrieb genommen und beschäftigte damals rund 800 Mitarbeiter. 1950 hatte sich die Zahl der Mitarbeiter auf 1500 erhöht.
Ihre ursprüngliche Aufgabe war ausschließlich die Reparatur von Lokomotiven und Waggons. Im Laufe der Zeit kam der Umbau von Lokomotiven hinzu.

## Werkstätten

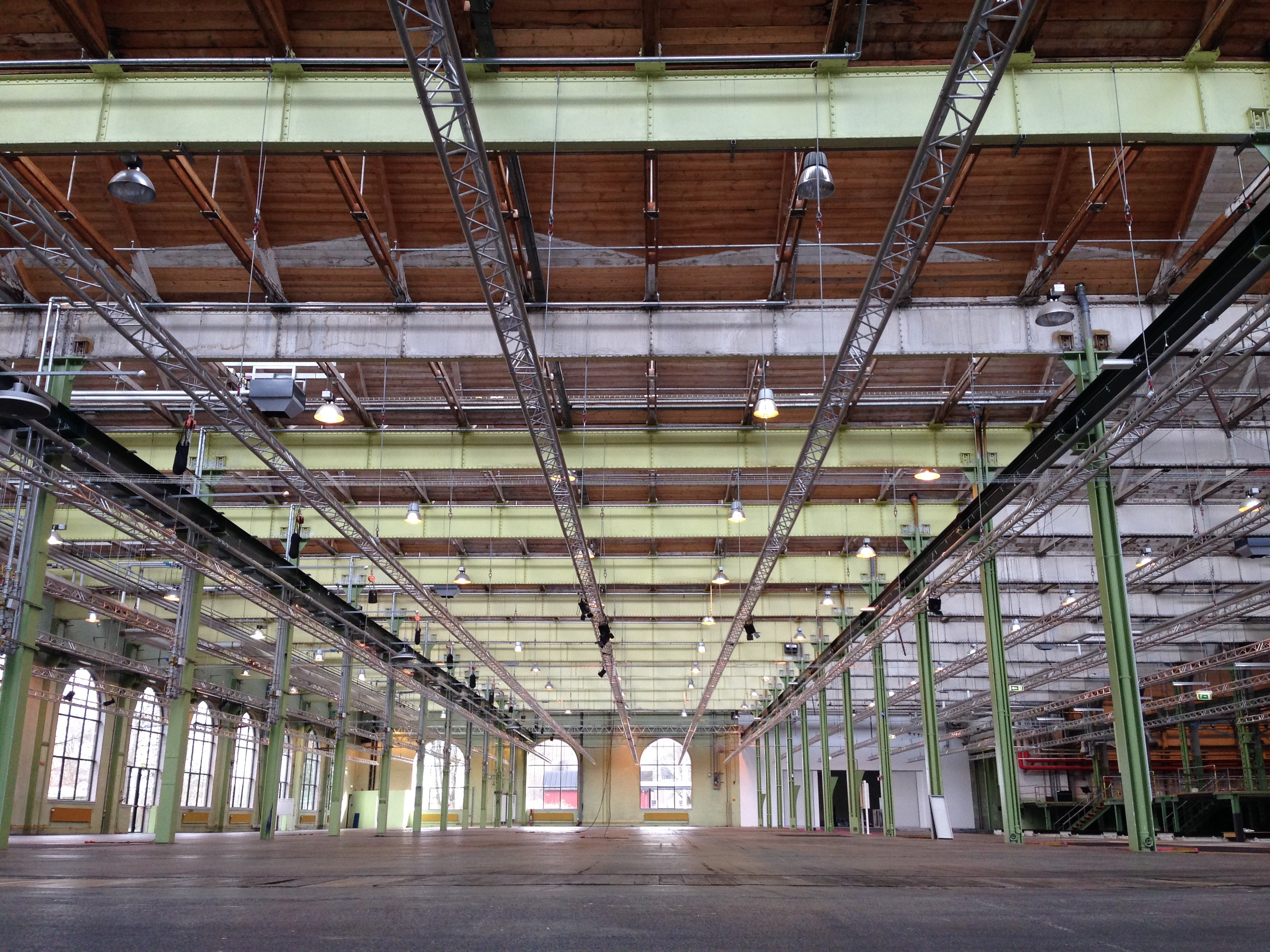
Haupthalle mit 9.000 Quadratmetern der ehemaligen Lokomotivværkstedet (Lokomotivwerkstatt) in Dybbølsbro im Sydhavnen, die jetzt für Veranstaltungen genutzt wird.

Die Werkstätten wurden teilweise schon vor der offiziellen Eröffnung gebaut. Bis 1953 erfolgten nach Bedarf Erweiterungen.
In der Bauzeit um das Eröffnungsjahr waren vorhanden (Baujahr in Klammer):
- Büro und Lager (1908)
- Lokomotivwerkstatt (1907)
- Kesselschmiede (1907)
- Kraftwerk (1908) – hier wurden Strom, Dampf, Druckluft und Wärme für die gesamte Werkstatt erzeugt, die mit Leitungen durch die Gebäude geführt wurden. Im gleichen Gebäude wurden Badezimmer mit Dampfbad für die Mitarbeiter eingerichtet.
- Kesselhaus (1908)
- Elektrowerkstatt (1910) – im gleichen Gebäude war die Sattlerwerkstatt und die Planenwerkstatt. In der Sattlerei wurden Sitze für Züge hergestellt, in der Planenwerkstatt Vorhänge für Wagen genäht. Dort wurden zudem Asbestmatten für die Isolierung von Lokomotivkesseln zugeschnitten.
- Wagenwerkstatt (1910) – hier war eine Schreinerei und Holzbearbeitungsmaschinen untergebracht.
- Grobschmiede (1909)
- Holzlager (nach 1908)
- Eisenlager (1909)

Erweitert wurde das Werk um folgende Gebäude:
- Malerwerkstatt (1922) – später kamen Lokomotiven und Wagen in diese Halle. Sie wird heute vom dänischen Eisenbahnmuseum genutzt, um ihre fahrbereiten Museumszüge zu unterhalten. Bei diesem Gebäude brannte 2007 das Dach ab, wobei es nicht möglich war, die Wagen aus der Halle zu ziehen. Trotz des heftigen Feuers wurden diese nur wenig beschädigt.
- Druckluft-Werkstatt (1923)
- Schnelltriebwagenhalle (1939) – die Halle wurde erst nach dem Zweiten Weltkrieg in Gebrauch genommen, da die Hochgeschwindigkeitszüge während des Krieges nicht eingesetzt wurden.
- Hauptlager (1940)
- Kantine (1940) – Halle mit 800 Plätzen, 2006 abgerissen.
- Akkumulatorenwerkstatt (1951)
- Bürogebäude (1953)

Das gesamte Gelände umfasste in seiner größten Ausdehnung 48.996 m², davon waren 10.071 m² bebaut.

## Den gule by
Im Zusammenhang mit der Zentralwerkstatt bauten die DSB 1909 eine Siedlung mit gelb getünchten Reihenhäuser mit 33 Mietwohnungen. Auf Grund der Farbgebung wurde die Siedlung „Den gule by“ (deutsch „die gelbe Stadt“) genannt.
Ursprünglich waren die Häuser die Wohnungen der Besatzungen der DSB-Hilfszüge, damit diese schnell einsatzbereit waren, wenn sie bei Entgleisungen oder Unfällen benötigen wurden. 2003 wurde die Residenzpflicht für die Mitarbeiter abgeschafft und die renovierten Häuser vermietet.

## Zukünftige Nutzung
In der ehemaligen Lokomotivwerkstatt sind seit Januar 2009 ein Restaurant und eine Veranstaltungshalle mit über 3000 Plätzen eingerichtet.
Da zudem ein Teil der Hallen von den DSB nicht mehr benötigt wird, wurde von der Det Kongelige Danske Kunstakademis Skoler for Arkitektur, Design og Konservering eine Untersuchung vorgenommen, wie diese Gebäude einer neuen Nutzung zugeführt werden können. Vor allem wurde der Bereich des Holzlagers und der ehemaligen Lackiererei betrachtet. Das Holzlager soll in Werkstätten und Studios für Künstler umgewandelt werden, in der Lackiererei könnten Werkstätten für Holz- und Metallbearbeitung sowie Fotostudios entstehen.
Für den restlichen Bereich bereiten Stadtplaner unter dem Titel OBV (Otto Busses Vej ) eine Neukonzeption nach dem vollständigen Abzug der Dänischen Staatsbahnen vom Gelände vor.
Dieser Abzug soll im Zusammenhang mit Anlieferung der neuen Elektrolokomotiven der Baureihe DSB EB erfolgen. Dann soll eine neue Werkstatt für Lokomotiven und Eisenbahnwagen, vor allem für Doppelstockzüge und neu beschaffte Fahrzeuge, in der Region Næstved entstehen, die 2025 fertiggestellt sein soll. Diesellokomotiven sollen weiter in Kopenhagen instand gesetzt werden.